# Hippasa valiveruensis
Hippasa valiveruensis là một loài nhện trong họ Lycosidae.
Loài này thuộc chi Hippasa. Hippasa valiveruensis được Patel & C miêu tả năm 1993. Adinarayana Reddy.